# 부럼

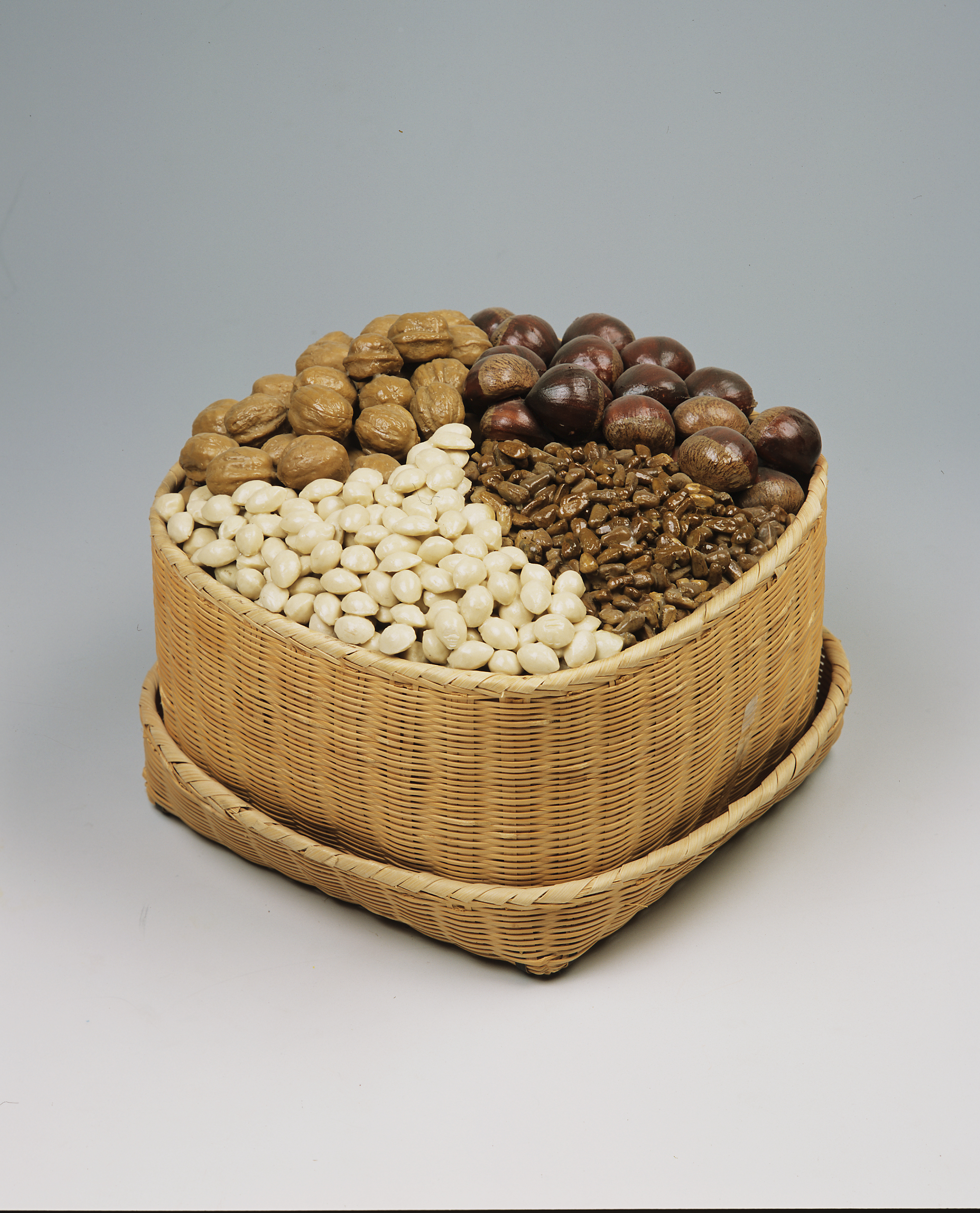
부럼

부럼깨기는 정월 대보름 아침 일찍 일어나 '부럼'이라고 하는 호두·잣·밤·땅콩·은행 등을 깨물면서 "1년 내내 무사태평하고 부스럼(종기)이 나지 않게 해 주소서" 또는 "치아를 튼튼하게 하고 일 년간 부스럼과 종기가 나지 않게 해주소" 하고 빌면 1년 내내 건강한 치아와 부스럼이 나지 않는다고 하는 민속이다. 
이러한 민속이 언제부터 생겨났는지는 확실하지 않으나 <동국세시기>, <열양세시기>, <경도잡지> 등의 옛책을 보면 부럼의 유래를 엿볼 수 있다. 부럼은 자기 나이 수대로 깨물기도 하지만 노인네들은 이가 좋지 않으므로 몇 개만 깨문다. 깨문 부럼은 껍질을 벗겨 먹기도 하지만, 처음으로 한번에 깨문 부럼은 마당에 버린다. 이렇게 함으로써 부스럼이 나지 않는 것은 물론 치아도 튼튼해진다고 한다. 옛날에는 먹을 것도 많지 않고 따라서 아이들의 영양 상태가 좋지 않아 곧잘 부스럼이 나고 버짐이 피곤 하였다. 그래서 호두나 땅콩 같은 영양가 높은 음식을 미리 먹여 피부병에 걸리지 않도록 하려는 조상의 지혜가 담겨 있기도 하다. 

## 같이 보기
- 귀밝이술
- 이굳히산적